# Курия (Римски форум)
Вижте пояснителната страница за други значения на Курия.
Curia Hostilia (латински, „Съдът на Хостилий“) е бил любимо място за срещи на Римския сенат в Римския форум, в основата на Капитолий.

## История
Предполага се, че Курията е построена през 6 век пр.н.е. от третия цар на Рим Тул Хостилий, от там и името.

### Диоклециан
Оригиналната сграда е разрушена по-късно, за да се построи нова, по-величествена сграда. Това става по времето на управлението на император Диоклециан и все още е на същото място като на снимката.

### Средновековие
Оцеляването на сградата се дължи на това, че през 685 г. е превърата в църква.

### Реконструкция
Сградата е възстановена, до възможно най-близо до оригиналния ѝ вид, по времето на Бенито Мусолини, който е искал да върне величието на Италия от времето на Римската империя.